# Walkerton

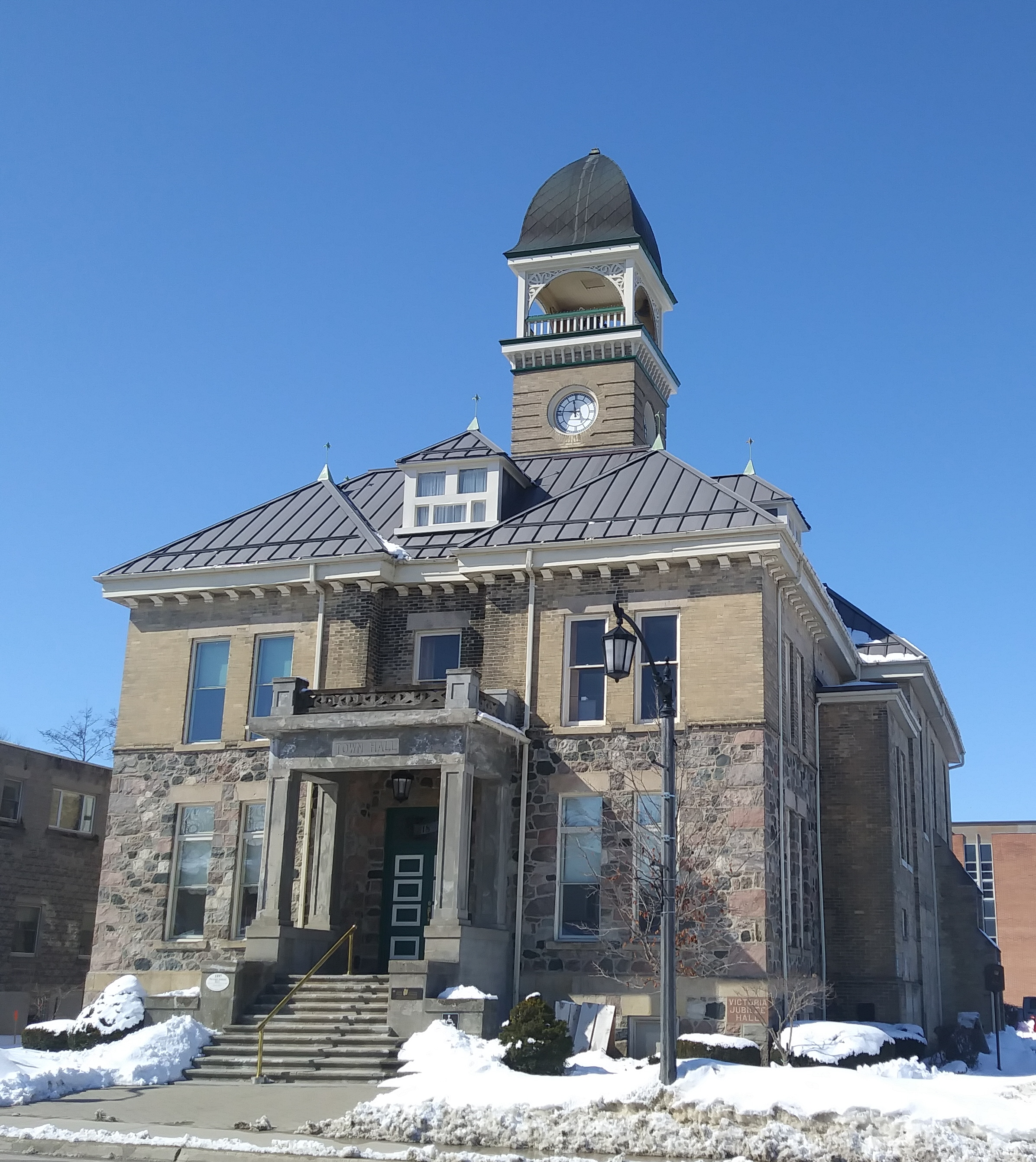
Stadshuset i Walkerton

Walkerton är en ort i Ontario i Kanada. Tätorten har 4 905 invånare (2006) på en yta av 8,74 km², med 9 641 invånare (2006) i hela kommunen på en yta av 565,07 km². Kommunens formella namn är Brockton. Orten är känd för en giftskandal år 2000 då sju personer avled efter att dricksvattnet blivit infekterat med Escherichia colibakterier.